# Barkly Highway
De Barkly Highway is een autoweg in het noorden van Australië, die deel uitmaakt van de National Highway. De weg is 765 km lang en loopt van het stadje Cloncurry in Queensland tot aan de Stuart Highway in het Noordelijk Territorium, 25 km ten noorden van Tennant Creek. Het deel in Queensland is omgenummerd tot National Route A2. De weg is naar het Barkly Tableland genoemd, een plateau in het Noordelijk Territorium dat ten noorden van de weg ligt. De Barkly Highway sluit in Cloncurry aan met de Flinders Highway. Op de T-splitsing met de Stuart Highway, een plaats bekend als Three Ways, staat de John Flynn Memorial. De weg droeg voorheen over de hele lengte nummer 66 en tussen Cloncurry en Mount Isa ook nummer 83, dat is in Queensland nu dus anders.
Deze tweebaansweg is gemiddelde acht meter breed en in 1940 aangelegd. Het is tot op heden de enige geasfalteerde verbinding tussen het Noordelijk Territorium en Queensland. De weg kan in de regentijd kan overstroomd raken. De Barkly Highway wordt voornamelijk gebruikt voor commercieel vervoer: de mijnindustrie in en rond Mount Isa en Cloncurry is belangrijk, een aanzienlijk deel van het veevervoer tussen noordelijk en noordoostelijk Australië gaat over deze weg en de zuivelindustrie in noordoostelijk Queensland transporteert haar producten naar het Noordelijk Territorium deels langs de Barkly Highway. Een tweede grote groep weggebruikers zijn toeristen.
|  |  |